# Višnji Grm
Višnji Grm este o localitate din comuna Šmartno pri Litiji, Slovenia, cu o populație de 16 locuitori.